# NGC 7290
NGC 7290 ist eine Spiralgalaxie vom Hubble-Typ Sbc im Sternbild Pegasus am Nordsternhimmel. Sie ist schätzungsweise 138 Millionen Lichtjahre von der Milchstraße entfernt.
Das Objekt wurde am 7. August 1864 von dem Astronomen Albert Marth entdeckt und später von Johan Dreyer in seinen New General Catalogue aufgenommen.
Am 21. November 2000 wurde in NGC 7290 die Supernova SN 2000el entdeckt.